# Rudolf Rabetz
Rudolf Rabetz (* 6. března 1937 České Budějovice) je bývalý český hokejový útočník.

## Hokejová kariéra
V československé lize hrál za Slavoj České Budějovice a TJ Gottwaldov. Do Českých Budějovic se opět vrátil a v roce 1967 ukončil kariéru.

## Klubové statistiky
| Sezona    | Klub                    | Soutěž  | Základní část | Základní část | Základní část | Základní část | Základní část |
| Sezona    | Klub                    | Soutěž  | Z             | G             | A             | B             | TM            |
| --------- | ----------------------- | ------- | ------------- | ------------- | ------------- | ------------- | ------------- |
| 1957/1958 | Slavoj České Budějovice | 1. liga | -             | -             | -             | -             |               |
| 1958/1959 | Slavoj České Budějovice | 1. liga | -             | -             | -             | -             |               |
| 1960/1961 | TJ Gottwaldov           | 1. liga | 27            | 9             | 2             | 6             |               |
| 1961/1962 | TJ Gottwaldov           | 2. liga | -             | -             | -             | -             |               |
| 1962/1963 | TJ Gottwaldov           | 2. liga | -             | -             | -             | -             |               |
| 1964/1965 | Slavoj České Budějovice | 2. liga | -             | -             | -             | -             |               |
| 1965/1966 | Slavoj České Budějovice | 2. liga | -             | -             | -             | -             |               |
| 1966/1967 | Motor České Budějovice  | 2. liga | -             | -             | -             | -             |               |